# Porrhomma convexum
Porrhomma convexum là một loài nhện trong họ Linyphiidae. Chúng được Johan Peter Westring miêu tả năm 1851.